# Elsa Beskow
Elsa Beskow, née Elsa Maartman le 11 février 1874 à Stockholm et morte le 30 juin 1953 à Djursholm, est une auteure et illustratrice de livres pour enfants suédoise dont les ouvrages très populaires ont été traduits en de nombreuses langues.

## Vie privée
Elsa Beskow est l'aînée des six enfants de l'homme d'affaires d'origine norvégienne Berndt Maartman (1841-1889) et de son épouse Augusta Fahlstedt (1850-1915), une enseignante suédoise. Elsa n'a que quinze ans lorsque son père décède. Sa famille emménage alors avec les sœurs et le frère non mariés de sa mère, qui lui inspireront les personnages de tante Agathe, tante Brunette, tante Violette et de l'oncle Célestin.
En 1897, elle se marie avec le prédicateur et travailleur social Natanael Beskow, qui deviendra docteur en théologie. Ils ont ensemble six fils, dont l'artiste Bo Beskow et le géologue et écrivain Gunnar Beskow.
À partir de 1900, les Beskow élisent domicile à Djursholm, un quartier de la commune de Danderyd dans la banlieue nord de Stockholm. Ils emménagent dans la villa Ekeliden, construite en 1890 pour l'écrivain Viktor Rydberg. Aux côtés par exemple de la compositrice Alice Tegnér, ils font partie des figures prééminentes de la vie culturelle locale. On trouve aujourd'hui au centre de Djursholm une place Elsa Beskow (suédois : Elsa Beskows torg) agrémentée d'une petite statue en bronze de l'illustratrice.

## Œuvre

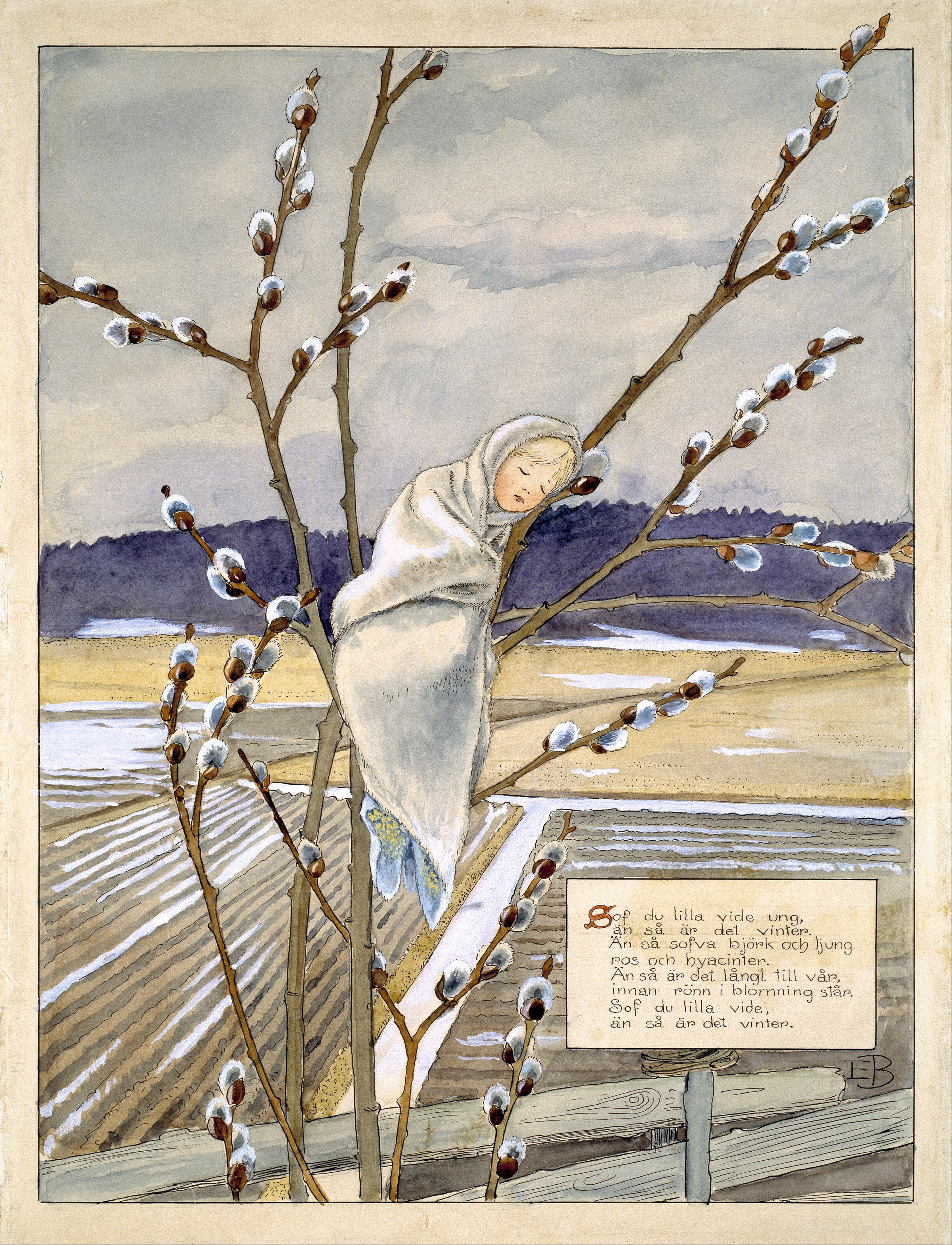
Illustration à l'aquarelle par Elsa Beskow du poème Sov du lilla videung («Dors petit saule»), début des années 1900

Elsa Beskow étudie au département Arts industriels de la Tekniska Skolan (appelée aujourd'hui Konstfack) avant d'enseigner le dessin à l'école mixte Whitlock de 1894 à 1897.
Auteure et illustratrice d'une quarantaine de livres pour enfants publiés entre 1897 et 1952, elle connaît le succès dès 1901 avec Les Aventures de Peter au pays des myrtilles. Graphiquement, son style léger se distingue par son attention aux détails, en particulier dans la représentation des animaux et des plantes, manifeste surtout dans les ouvrages mettant en scène des enfants « rétrécis », comme L'Œuf du soleil (1932), ou des créatures de petite taille, comme Les Elfes de la forêt (1910). Les pages sont souvent encadrées de motifs Art nouveau.
En plus de ses propres écrits, elle illustre de nombreux ouvrages, comme par exemple des recueils de chansons d'Alice Tegnér. Elle prend également part à la conception de manuels d'apprentissage de la lecture.

## Ouvrages publiés en français

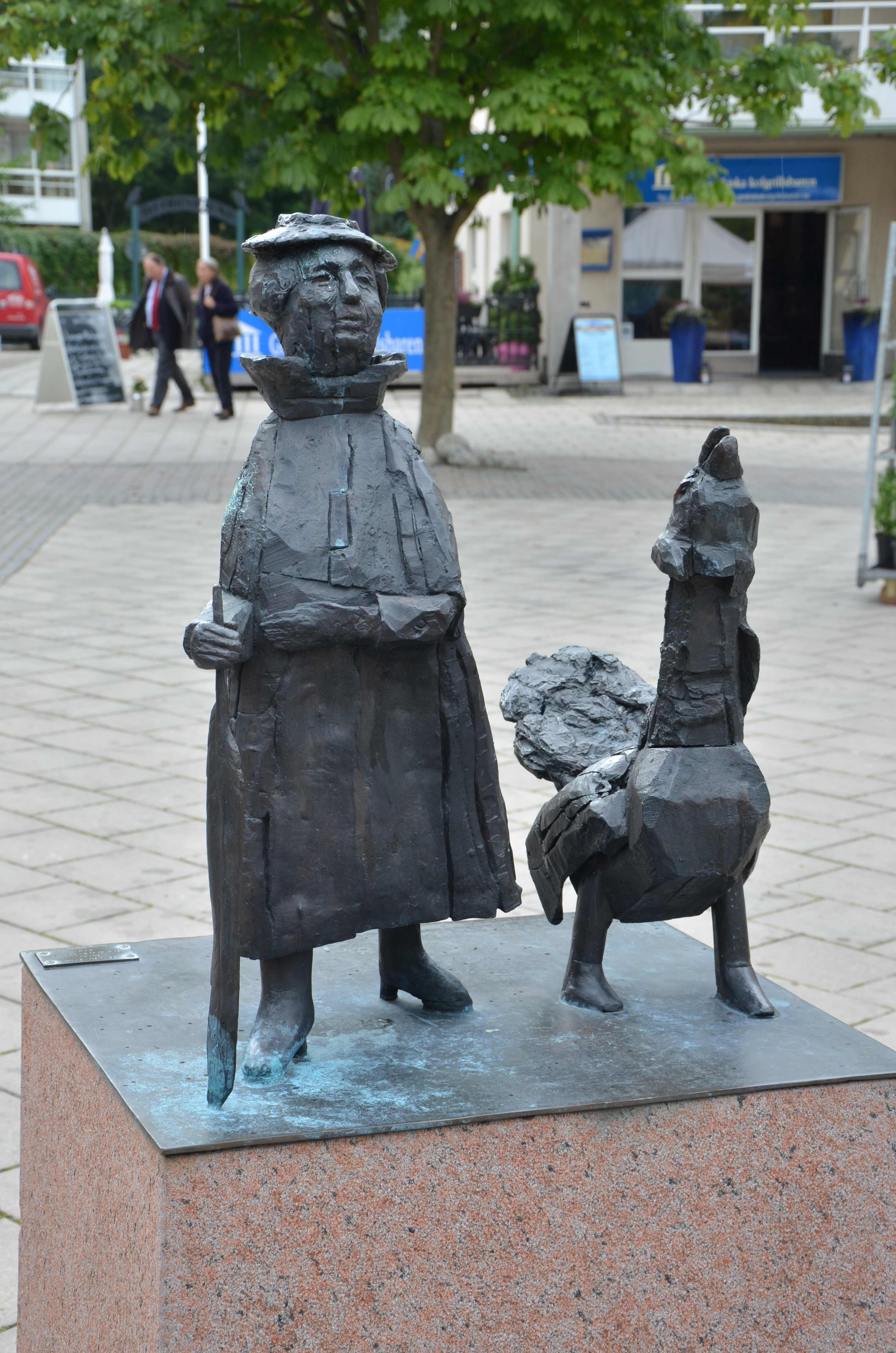
Statue d'Elsa Beskow à Djursholm par l'artiste Torsten Renqvist.

Liste non exhaustive établie à partir du catalogue de la Bibliothèque nationale de France. On notera que les titres en français peuvent varier d'une édition à l'autre.
- La Ballade de la petite grand-mère (Sagan om den lilla, lilla gumman, 1897)
- Les Aventures de Peter au pays des myrtilles (Puttes äventyr i blåbärsskogen, 1901)
- Olaf au pays du roi Hiver (Olles skidfärd, 1907)
- Les Elfes de la forêt (Tomtebobarnen, 1910)
- Paul et son habit neuf (Pelles nya kläder, 1912)
- La Fête des fleurs (Blomsterfesten i täppan, 1914)
- L'Anniversaire de tante Brunette (Tant Bruns födelsedag, 1925)
- La Ronde de l'année (Årets saga, 1927)
- La Maison-Chapeau (Hattstugan, 1930)
- L'Œuf du soleil (Solägget, 1932)
- Les Mésaventures d'un petit poisson curieux (Sagan om den nyfikna abborren, 1933)
- Annika et les Petits Lutins (Duktiga Annika, 1941)
- Le Bateau neuf de l'oncle Célestin (Farbror Blås nya båt, 1941)
- Le Noël de Pierre et de Charlotte (Petters och Lottas jul, 1947)